# 怪奇隆背鰩
怪奇隆背鰩（學名：Notoraja inusitata），為軟骨魚綱鰩目單鰭鰩科隆背鰩屬的一種，分布於西太平洋萬那杜海域，深度可達844公尺，本魚體盤為心形，吻端突出，呈短鈍三角形，盤背面柔軟，佈滿細小的細齒，盤腹面裸露，尾長而細，從基部到第一背鰭，在背鰭水平處略微擴張，尾部除腹側基部外全部刺狀，尾部背內側有一排不規則的小齒，尾側褶在背鰭、尾鰭水平處展開，其寬度小於尾寬，尾鰭上葉低，口相對較窄，前、後腹鰭葉長度近等長，背面淡灰褐色，腹面白色，體長可達44公分，棲息在大陸坡沙泥底質海域，為深海底棲性魚類，屬肉食性，卵生, 生活習性不明。